# اتحاد بوتان لكرة القدم

الشعار السابق للاتحاد

تأسس الاتحاد البوتاني لكرة القدم في عام 1983 وانضم إلى الاتحاد الدولي لكرة القدم في 2000 ثم انضم إلى الاتحاد الآسيوي لكرة القدم في 1993.